# Misumena mridulai
Misumena mridulai là một loài nhện trong họ Thomisidae.
Loài này thuộc chi Misumena. Misumena mridulai được Benoy Krishna Tikader miêu tả năm 1962.